# Ferjani Doghmane
Ferjani Doghmane, né le 2 février 1955 à Tunis, est un homme politique tunisien.
Membre de l'assemblée constituante élue le 23 octobre 2011, il y représente le parti islamiste Ennahdha dans la circonscription de l'Ariana.
Il représente aussi son pays au sein de l'Assemblée parlementaire de l’Union pour la Méditerranée avec Abdessalem Chaabane.

## Biographie
Il obtient son baccalauréat au lycée Khaznadar en 1976, en section lettres, puis sort diplômé, en tant qu'inspecteur, de l'École nationale d'administration en 1979. Il poursuit ses études en France et obtient un diplôme de l'Institut supérieur du commerce international en 1985.
Il intègre le mouvement islamiste tunisien en 1977. Il est emprisonné en 1986 et prend ensuite le chemin de l'exil pendant vingt ans.
Élu à l'assemblée constituante le 23 octobre 2011, il devient membre de la commission de la magistrature judiciaire, administrative, financière et constitutionnelle et président de la commission des finances, de planification et du développement.
Le 7 novembre 2013, il est nommé au poste d’inspecteur général des services financiers au ministère des Finances à compter du 4 juillet 2011, soit plus de deux ans auparavant.
Dans la perspective des élections législatives de 2014, il est écarté des listes d'Ennahdha.